# 栗原心平
栗原 心平（くりはら しんぺい　1978年11月20日 - ）は、料理家。実業家。静岡県下田市生まれ（静岡県下田市は、母の栗原はるみの出身地）。

## 人物
和光中学校・高等学校、和光大学卒業。
母は料理研究家の栗原はるみ、父は、元キャスターで株式会社ゆとりの空間の取締役の栗原玲児。3歳年上の姉は料理家の栗原友。自身はゆとりの空間の代表取締役として会社の経営に携わっており、母の栗原はるみと共同代表でもある。
幼い頃から得意だった料理の腕を活かし、自身も料理家としてテレビや雑誌などを中心に活動している。
既婚者で息子がいる。

## メディア

### テレビ
- 「男子ごはん」（テレビ東京系列）。交通事故にあったケンタロウに代わり、2012年からレギュラー出演。
- 火曜ドラマ「私の家政夫ナギサさん」（2020年7月7日 - 9月1日、TBS系列） - 料理監修[3]、粟野亮平 役（最終話）[4]
- 1550ニュースレーダーWith（青森放送テレビ、2021年3月29日 -） - 月曜日「栗原心平の青森いただきまーす!」コーナー出演

### CM
- 江崎グリコ「熟カレー」（2015年）
- OSGコーポレーション（2016年）
- 三和酒類「いいちこ 下町のハイボール」（2021年） ムロツヨシと共演。